# Kościół Narodzenia Najświętszej Maryi Panny w Niewirkowie
Kościół Narodzenia Najświętszej Maryi Panny – łaciński kościół w Niewirkowie, wzniesiony w 1881 jako prawosławna cerkiew.

## Historia
Budynek został wzniesiony w 1881 jako cerkiew prawosławna, na miejscu działającej przed likwidacją unickiej diecezji chełmskiej cerkwi unickiej.
Świątynia w Niewirkowie działała jako parafialna cerkiew prawosławna do 1915, gdy miejscowa ludność tego wyznania udała się na bieżeństwo. W niepodległej Polsce nie została zwrócona prawosławnym, chociaż ubiegali się oni o otwarcie obiektu. Stanowili oni we wsi widoczną mniejszość. 15 sierpnia 1919 cerkiew w Niewirkowie została poświęcona jako kościół rzymskokatolicki, filialny w parafii Niepokalanego Poczęcia NMP w Dubie.

## Architektura
Niewirkowska świątynia została wzniesiona w stylu bizantyjsko-rosyjskim. Jest to obiekt drewniany, jednonawowy i jednowieżowy. We wnętrzu znajdują się trzy ołtarze, główny z obrazem Serca Jezusa oraz boczne z wizerunkami Matki Bożej i św. Piotra Apostoła.